# Hemoproteína
Las hemoproteínas, también llamadas hemeproteínas o haemproteínas; son metaloproteínas que poseen un grupo prostético hemo, el cual está unido permanentemente con enlaces covalentes y no covalente a las cadenas de la proteína y están presentes en una gran cantidad de organismos.
En los humanos y animales, son sintetizadas principalmente en el hígado.

## Estructura
Formadas por cadenas largas proteicas unidas a uno o más grupos hemo, y en cada grupo hemo un átomo de hierro. La mayoría de las hemoproteínas están constituidas de manera que puedan participar en las reacciones de óxido-reducción, mediante el cambio de valencia del átomo de hierro que poseen.

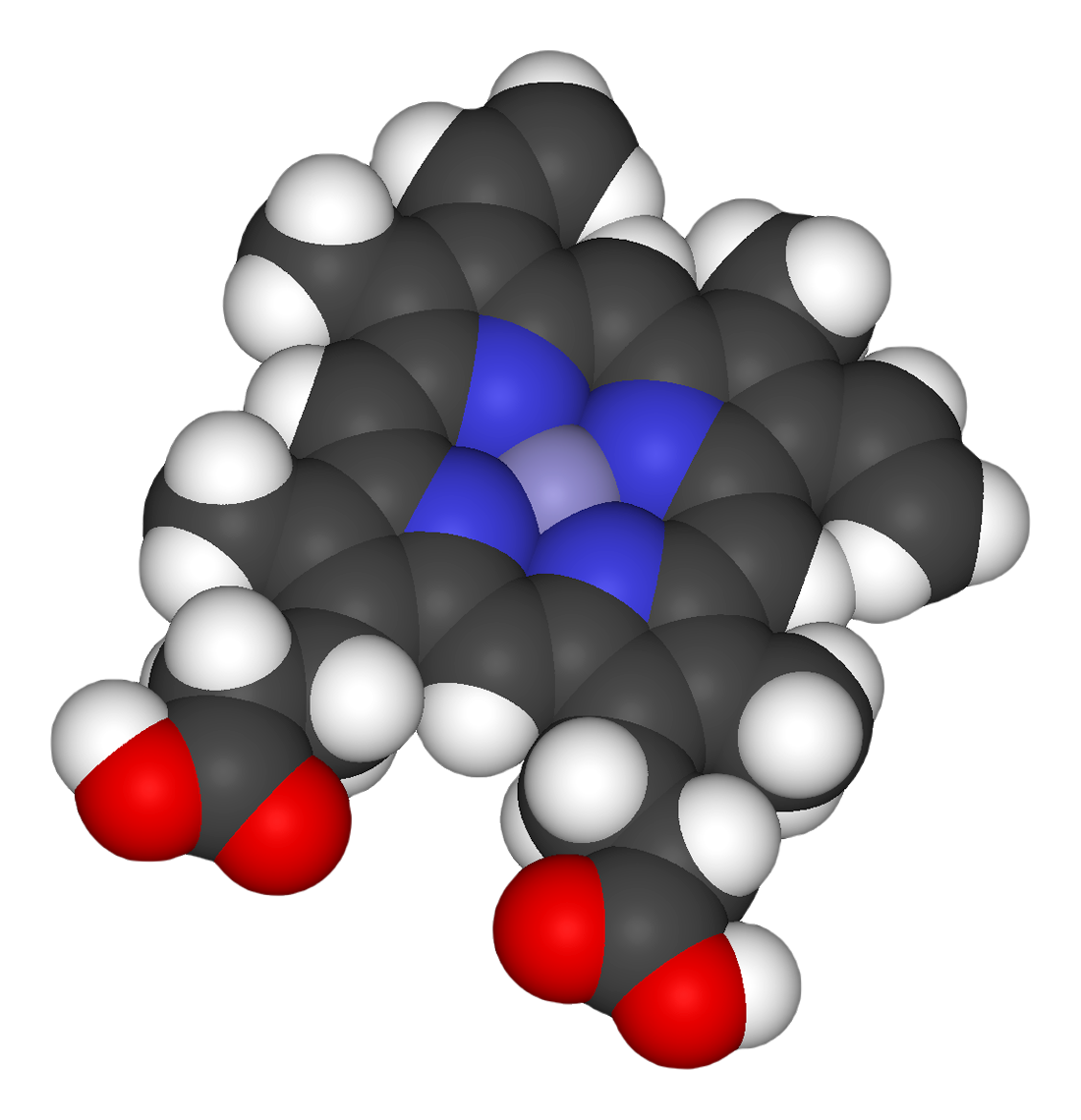
grupo hemo

## Grupo hemo
Es una estructura plana que tiene propiedades apolares y a su vez cargas negativas, por consiguiente, posee un lado polar, es insoluble en agua debido a que esta parte polar queda viendo hacia afuera.
Es considerado un grupo prostético, el cual se conforma de un átomo de hierro oxidado, por lo general Fe2+, contenido dentro de un heterociclo orgánico llamado porfirina, formados por cuatro moléculas de pirrol enlazadas a un anillo planar por medio de 4 puentes α-metilenos o metinos.
El hierro se encuentra coordinado por cuatro pares de electrones de los nitrógenos del anillo porfirina.
El grupo hemo le permite llevar a cabo distintas funciones que no pueden ser realizadas por proteínas sin algún metal enlazado, y el papel de este grupo está determinado por el medio creado por el arreglo particular de la estructura tridimensional de la proteína que lo contiene.

## Funciones
Estas metaloproteínas tienen funciones muy específicas gracias al grupo hemo que poseen, en donde de acuerdo a la geometría tridimensional y el medio se crea, puedan llevar a cabo las siguientes funciones:
- Transporte de gases diatómicos, especialmente el oxígeno dentro del cuerpo (aunque provoca cambios conformacionales).
- Detección de gases diatómicos al unirse al ion hemo (aunque provoca cambios conformacionales).
- Catalizar, en donde intervienen en la degradación de moléculas.
- Interactúan como proteínas transportadoras en el transporte activo, estando ancladas a las membranas.
- Permiten tener uniones reversibles de oxígeno.
- Transfieren electrones, gracias al ion hemo el cual sirve como fuente o sumidero de electrones.
- Modificar el ambiente inmediato del grupo hemo.

## Distribución del hierro del cuerpo humano en las hemoproteínas
Un individuo adulto sano, posee entre 3 y 4 gramos de hierro, los cuales se distribuyen de la siguiente manera:
- 80% Hemoglobina
- 4% Mioglobina
- 1% Otras hemoproteínas
- 15% Ferritina y hemosiderina

## Ejemplos de hemoproteínas
Existen distintas hemoproteínas alguna, por ejemplo:

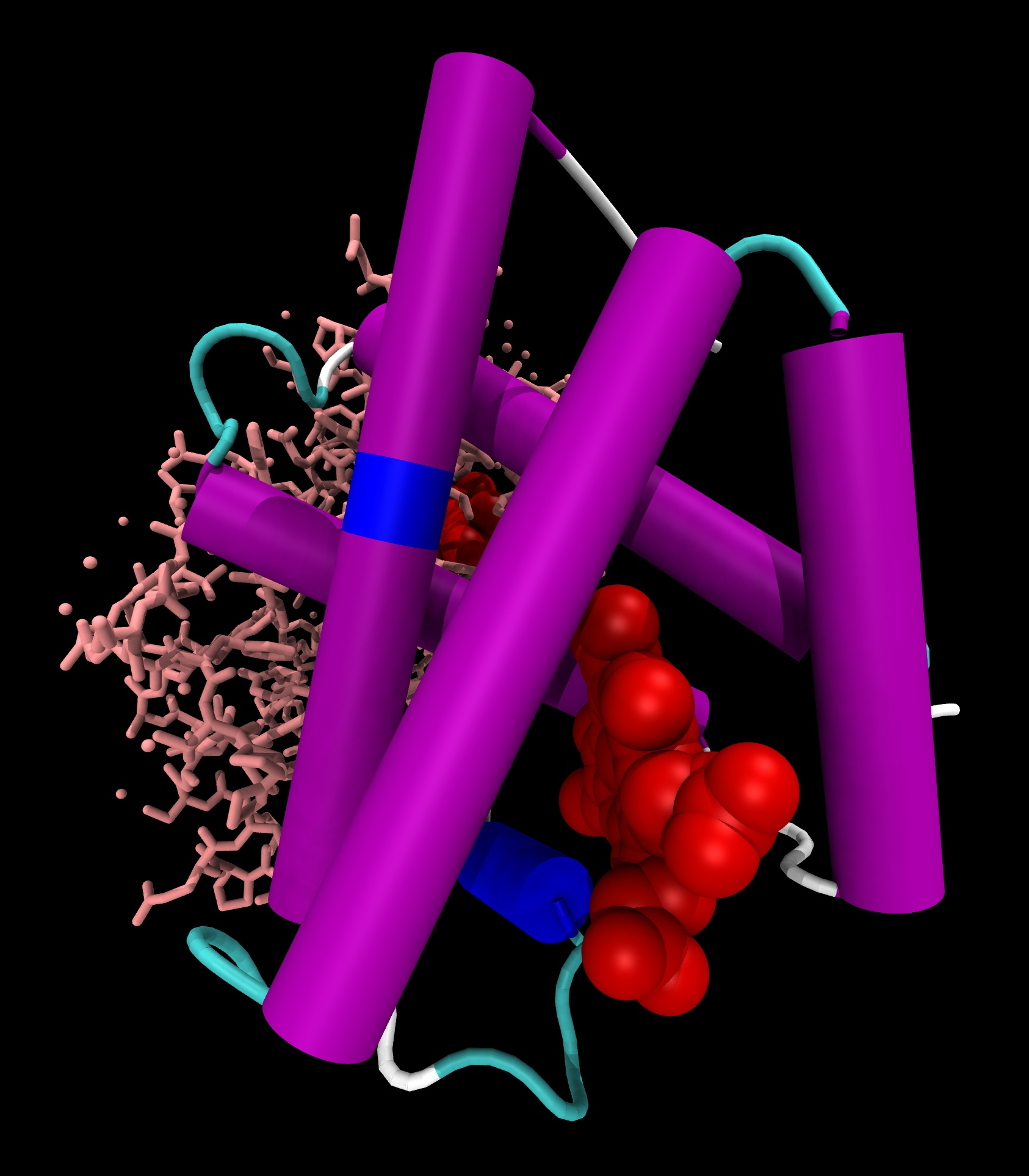
Hemoglobina, alfa 1

### Hemoglobina
La hemoglobina es una hemoproteína que es producida en la médula ósea, pesa 64 000 g/mol y es la encargada de dar a la sangre su color rojo característico.
Está presente en el torrente sanguíneo la cual es la encargada de transportar el oxígeno desde los órganos del sistema respiratorio hasta todas las regiones y tejidos del cuerpo humano y posteriormente transporta el dióxido de carbono de los órganos y tejidos de nuevo a los pulmones.
También regula el pH de la sangre.

#### Estructura
Tiene una estructura cuaternaria, la cual posee 4 subunidades idénticas, donde a cada subunidad le pertenecen cadenas polipetídicas llamadas globinas, unidas a un grupo hemo y este a su vez a un hierro.
Las subunidades que poseen están conformadas por cadenas, de las cuales dos cadenas peptídicas son α y constan de 141 aminoácidos, mientras que las otras dos cadenas son β y constan de 146 aminoácidos.
El átomo de hierro que contienen en el centro cada grupo hemo, posee seis valencias, donde cuatro de estas están unidos a los nitrógenos de los anillos porfirinas y los otros dos se unen al nitrógeno de la histidina proximal y a la histidina distal o al dioxígeno.
La hemoglobina puede presentarse en diferentes formas algunos de ellos son:
- Oxihemoglobina,También llamada hemoglobina oxigenada, debido a que es la hemoglobina que tiene unido un dioxígeno
- Desoxihemoglobina También llamada hemoglobina reducida, es la hemoglobina que ha perdido su enlace al dioxígeno

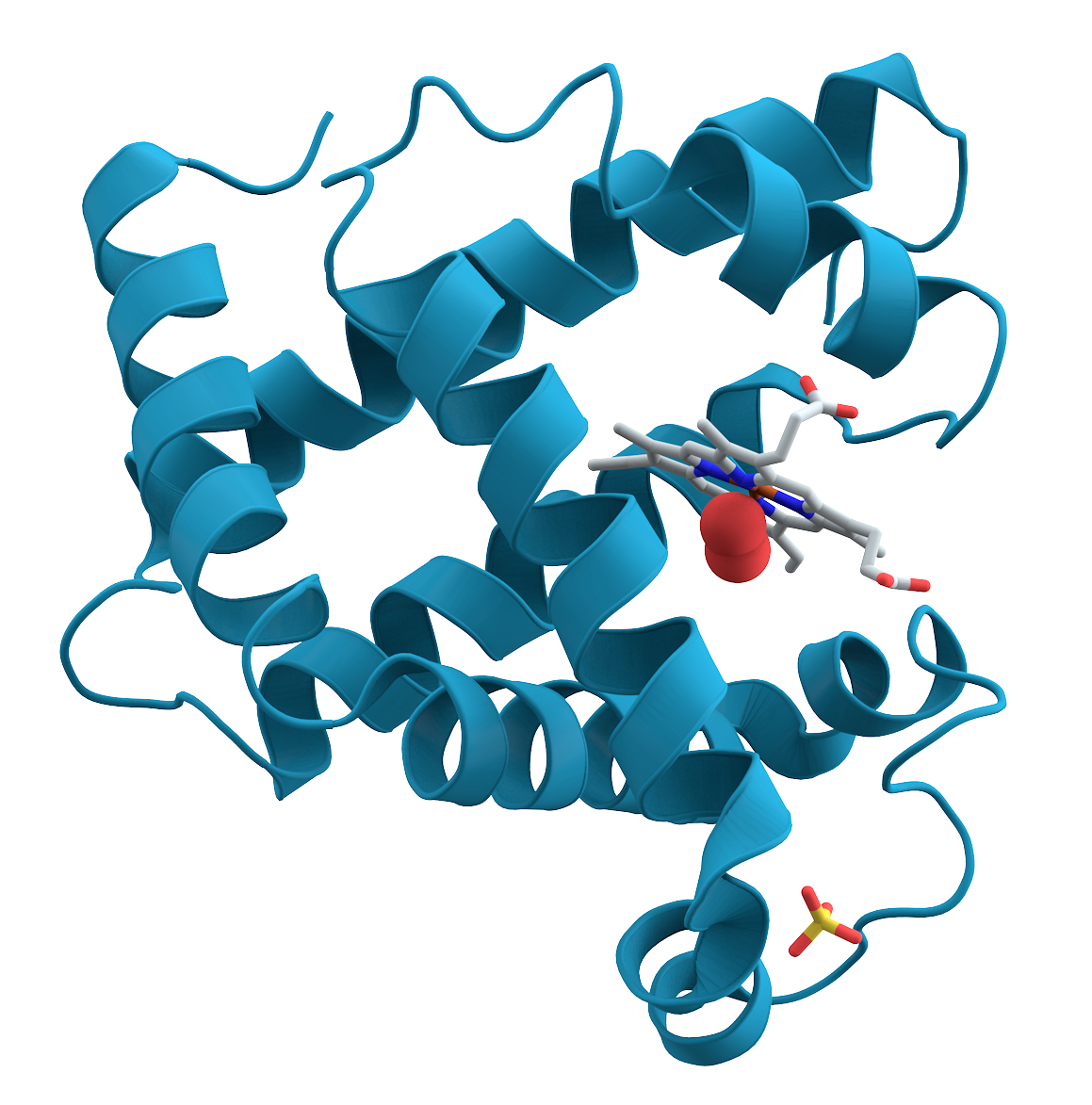
Mioglobina

- Metahemoglobina
- Carbaminohemoglobina
- Carboxihemoglobina
- Hemoglobina Glucosilada
- Hemoglobina A
- Hemoglobina A2
- Hemoglobina S
- Hemoglobina F

### Mioglobina
La mioglobina, es una hemoproteína monomérica formada por una cadena polipeptídica llamada globina unida a un grupo hemo pesa 17 800 g/mol y es la encargada de acarrear y almacenar oxígeno y aumentar la velocidad de su transporte y consta de una sola cadena de aminoácidos unida a un grupo hemo. Se encuentra en el corazón y en el músculo esquelético.
Otra de sus funciones principales es el dar pigmento a la carne, y este color dependerá del estado en el que se encuentre la mioglobina, estando de color rojo como en la carne si la mioglobina pose oxígenos, mientras que en el interior de la carne se encuentra la desoximioglobina la cual es la mioglobina que no posee algún oxígeno unido a ella.

#### Estructura
Es compacta y el 75% de su cadena está plegada en forma de α hélice unida a un grupo hemo con estructura cuaternaria, sostenida por sus enlaces hidrofóbicos.
La mioglobina puede presentarse con el hierro en forma férrica en forma de 

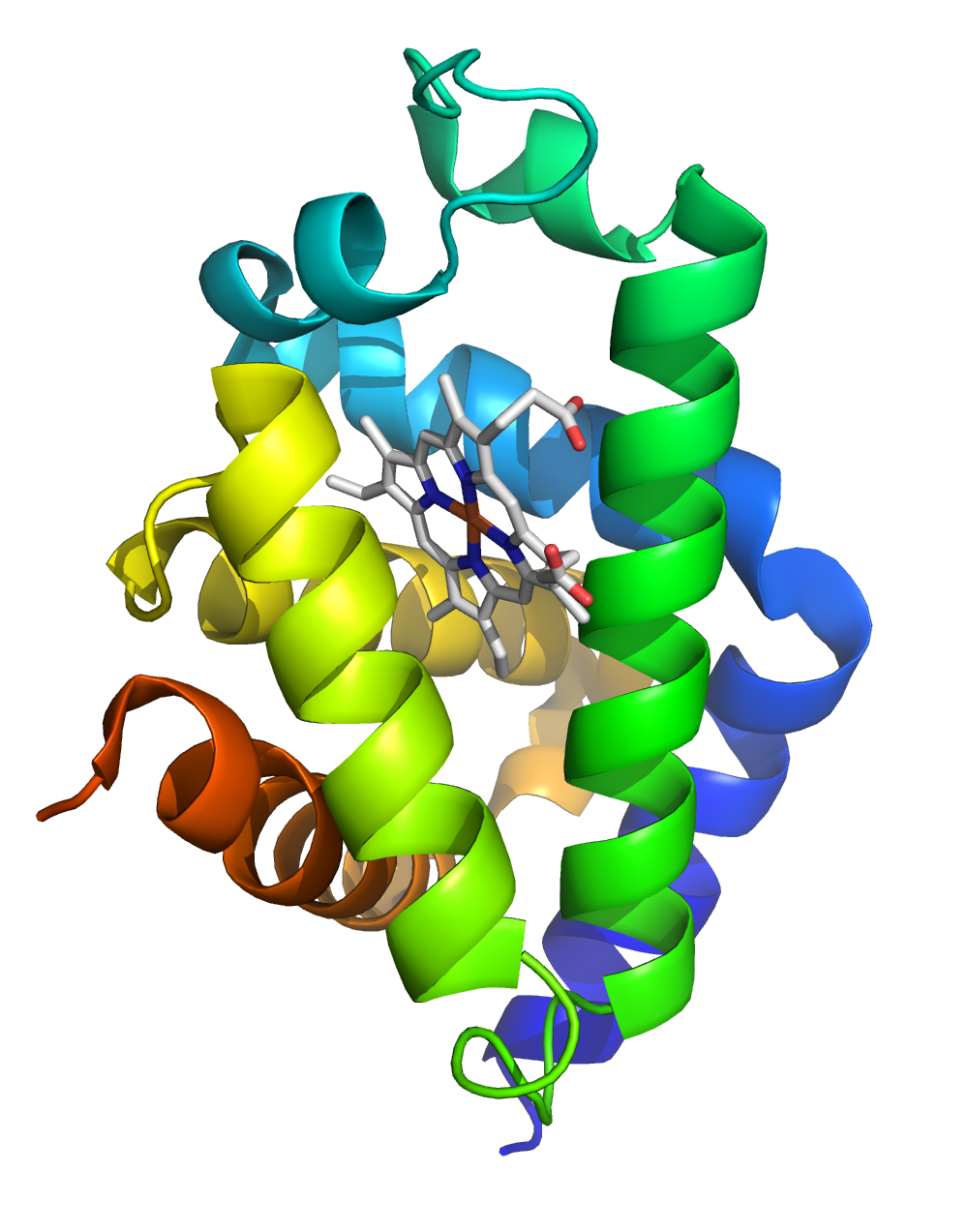
Neuroglobina

- Metamioglobina
- Ferrimioglobina

### Neuroglobina
La neuroglobina, es una hemoproteína que se encuentra en las neuronas y muy similar a la hemoglobina y mioglobina, solo que en lugar de almacenar y transportar oxígeno, se encarga de conducir el óxido nítrico para promover la supervivencia de las neuronas. Presenta ocho α-hélices A-H unidos a un grupo hemo.

### Catalasas
Las catalasas, son hemoproteínas con pesos moleculares aproximados de 240 000 g/mol las cuales se encargan de catalizar la descomposición del peróxido de hidrógeno en agua y oxígeno.

#### Estructura
Están conformadas por cuatro subunidades idénticas, en donde en cada subunidad, se encuentra un grupo hemo con un Fe3+.

### Peroxidasas
Prácticamente todas las peroxidasas son hemoproteínas, exceptuando glutationa peroxidasa, y todas tienen como sustrato común el peróxido de hidrógeno , y éstas son hemoproteínas y a su vez metaloenzimas, las cuales catalizan reacciones utilizando como oxidante el peróxido.

### Cytocromo C Oxidasa
La citrocromo c oxidase es una gran proteína transmembrana. Se encuentran principalmente en las mitocondrias de la célula. También es un dimero, lo que significa que consta de dos moléculas idénticas que están unidas entre sí.